# Cinoli
Cinoli (in greco antico: Κίνωλις?) era una colonia greca sistuata sulla costa del Mar Nero. 

## Storia
Viene citata nel Periplo di Scilace, dove si menziona tra le città greche della Paflagonia, site tra Colusa e Carambis. Risulta citata anche nel Periplo del Ponto Eusino di Arriano, dove si dice che era un Emporio situato a sessanta stadi da Egineta e a 180 da Estefane.
Strabone la menziona come ubicata tra capo Carambis e Anticinolis, anche se in realtà si tratta di Abonutico, che Strabone cita come continuazione di Anticinolis, deve situarsi tra Carambis e Cinoli.